# Ludwik Brzozowski

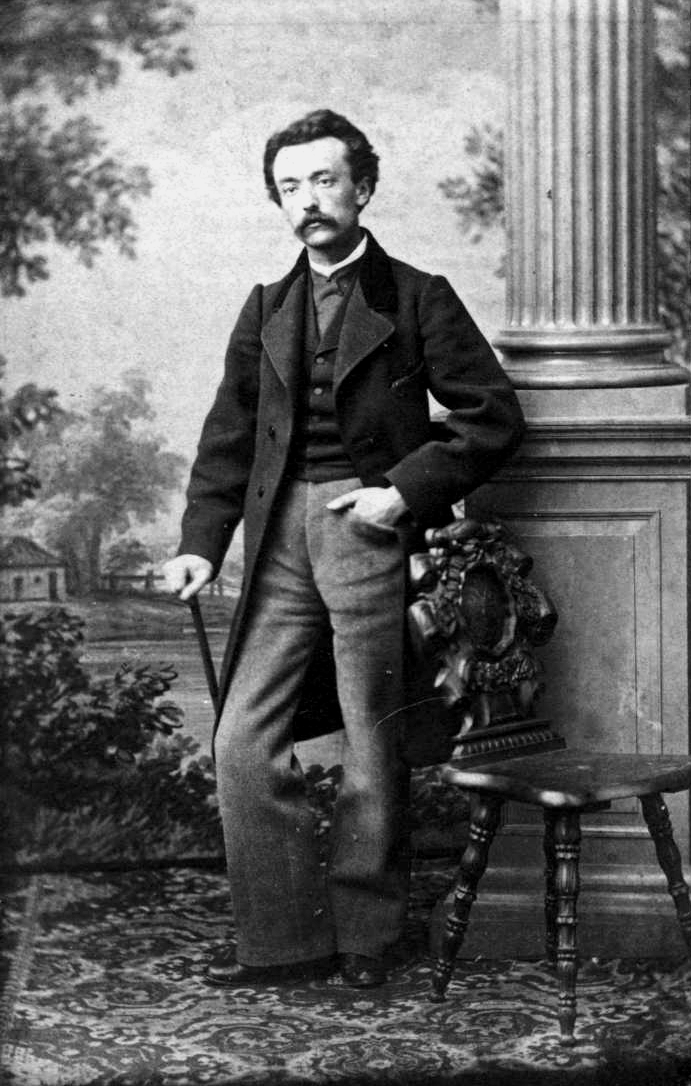
Ludwik Brzozowski, ok. 1860

Ludwik Brzozowski (ur. 22 czerwca 1833 w Opaczy Wielkiej, zm. 10 grudnia 1873 w Paryżu) – polski pisarz i poeta.

## Zarys biograficzny i ważniejszy dorobek literacki
Urodził się 22 czerwca 1833 we wsi dziedzicznej Opacz Wielka (obecnie osiedle w dzielnicy Włochy w Warszawie). Był synem Bolesława i Fryderyki Augusty z Kalinowskich, wnukiem Kajetana Dominika Kalinowskiego oraz prawnukiem Andrzeja Zwolińskiego.
Podstawową edukację odbył w Warszawie. Zawód literata rozpoczął w młodym wieku w 1852, pisując artykuły do Gazety Codziennej. Później drukował opowiadania fantastyczne Noclegi i różne powieści w Tygodniku Ilustrowanym (m.in. Astry, Kamienica na Podwalu, Noc jesienna, Kawaler Fras).
Był uczestnikiem powstania styczniowego w 1863, po jego upadku wyemigrował najpierw do Niemiec, gdzie uczęszczał na kursy nauk przyrodniczych w Heidelbergu i matematycznych w Karlsruhe. Przeważyły w nim jednak skłonności pisarskie i poetyckie. Dotarł w końcu do Paryża we Francji, gdzie pochłonęła go całkowicie praca literacka. Publikował tu poezję i prozę o tematyce patriotycznej. Swoje drobne, ale pełne zapału utwory poetyckie, drukował w Dzienniku Literackim i Tygodniku Wielkopolskim.
Z powodu licznych doznanych zawodów i nieszczęśliwej miłości, jego wrażliwa natura przywiodła go do rozpaczy i 10 grudnia 1873 w swoim mieszkaniu przy ulicy Cousteu w Paryżu popełnił samobójstwo, zażywając truciznę. Przy łóżku zmarłego znaleziono jego ostatni wiersz Po wojnie, który przedstawia jego stan psychiczny w tej tragicznej chwili.